# Charles Horton Cooley
Charles Horton Cooley (17. srpna 1864 – 8. května 1929) byl americký sociolog, představitel tzv. symbolického interakcionismu. Byl žákem filozofa pragmatické orientace Johna Deweye.
Jeho nejslavnějším konceptem je tzv. zrcadlové Já (looking-glass self). Tvrdí, že člověk si buduje představu o sobě sama především tím, že se snaží pohlížet na sebe očima druhých lidí. Proto je jedinec spjatý se společností více než předpokládají jiné myšlenkové školy. Člověk však dle Cooleyho mezi "pohledy druhých" rozlišuje, nejdůležitější jsou pro něj příslušníci tzv. primárních skupin. Rozlišil přitom tři základní primární skupiny: rodina, sousedé, vrstevnické skupiny. Svými koncepcemi polemizoval především se Sigmundem Freudem a psychologickým pojetím Já vůbec. Cooleyho teorie ovlivnily zejména George Herberta Meada.

## Biografie
Charles Horton Cooley se narodil 17. srpna 1864 ve městě Ann Arbor v Michiganu jako čtvrté dítě Mary Elizabeth Hortonové a Thomasovi McIntyreovi Cooleymu. Jeho otec byl soudce u nejvyššího soudu a profesor práv na Michiganské univerzitě. Profesní úspěšnost otce se podepsala i na něm. Byly na něj kladeny vysoké nároky, co se týče studia a vzdělávání. Cooley byl často úzkostlivý, uzavřený a pasivní. To si sebou nesl celý život, v dospělosti se objevily i psychické problémy. V březnu 1929 mu byla diagnostikována rakovina, na kterou o dva měsíce zemřel. Bylo mu 64 let.

### Vzdělání a profesní kariéra
Cooley odmaturoval v roce 1880, následně studoval na Michiganské univerzitě, kde učil i jeho otce. Po sedmi letech ale studium musel přerušit kvůli psychické nemoci. Nakonec se vyučil mechanickým inženýrem, nějakou dobu se tomuto oboru i věnoval. Vždy ho ale lákala spíše sociologie a filosofie, vrátil se tedy na Michiganskou univerzitou, kde v roce 1890 vystudoval sociologii. O čtyři roky později získal doktorát z filosofie. Vzhledem k tomu, že Michiganská univerzita neměla oddělení sociologie, musel pokračovat ve zkoušce ze svého Ph.D. na Columbia University. Tam Cooley úzce spolupracoval s americkým sociologem a ekonomem Franklinem Henrym Giddingsem a vypracoval disertační práci Theory of Transportation.
V roce 1892 přijal nabídku stát se instruktorem politické ekonomie na Michiganské univerzitě, následně se stal asistentem profesora sociologie a v roce 1899 učil svůj první seminář sociologie. V roce 1907 se stal profesorem, dostal nabídky, aby přednášel na několika univerzitách, ale nikdy nechtěl opustit rodný Ann Arbor.V roce 1918 byl zvolen prezidentem Americké sociologické asociace.
Cooley často nevěděl co se svým životem, měl pocit, že nikam nepatří. Nevěděl čemu se má věnovat. Chtěl takovou práci, která mu dovolí psát a přemýšlet. Pomohla mu práce filosofa Herberta Spencera, díky němu zjistil, že se chce zajímat o sociální problémy. Spencerovu práci pak reflektoval v roce 1920 v článku „Reflections Upon the Sociology“.

### Rodinný život
Cooley se oženil s Elsie Jones, dcerou prvního děkana na lékařské fakultě Michiganské university. Elsie byla pravým opakem Cooleyho, byla energická, extrovertní, čímž vyvažovala jeho plachost. Se svými třemi dětmi žili poblíž Univerzity. S rodinou rádi cestovali a sportovali.
Cooley často používal své děti jako domácí laboratoř. Sledoval na nich osobní růst a chování, které analyzoval na základě jejich věků.

## Teorie
Cooleyho metodologie
Cooley je známý pro jeho nelibost nad rozpory v sociologické komunitě nad metodologií. Upřednostnil empirický, observační přístup. Přestože oceňoval použití statistiky na základě zkušenosti z jeho zaměstnaní v Interstate Commerce Comission a Census Bureau, upřednostňoval případové studie: často používat jeho vlastní děti jako předměty k jeho pozorování. Cooley si myslel, že jedinou praktickou metodou je studovat skutečnou situaci „pečlivě“ a „laskavě“ s dalšími zúčastněnými lidmi, potom postupně vyhledat zlo ze směsi a nahradit ho dobrem. Jediným způsobem, jak porozumět groteskní lidské bytosti, je zjistit, jak a proč lidská přirozenost funguje takovýmto způsobem.

### Teorie dopravy a přesun do sociologie
„Teorie dopravy“ byla Cooleyho první velká práce. Jednalo se o ekonomickou teorii, ve které zmiňoval růst a expanzi během 19. století. Dívá se na teorii dopravy ze sociologického hlediska. Tato kniha byla oceňovaná převážně pro zjištění, že města mají tendenci se stavět na souběhu dopravních cest, nazýval to zlomem v dopravě. Cooley se brzy na to přesunul k rozsáhlejší analýze vzájemného působení individuálních a společenských procesů. V roce 1909 v knize „Sociální organizace“ rozšířil koncept „zrcadlové já“. V této knize vytyčil ucelený přístup ke společnosti a hlavním společenským procesům.

### Sociální organizace
V tomto často citovaném segmentu Cooley vytvořil klíčovou roli primárních skupin (rodina, sousedé, vrstevnické skupiny) jako zdroj morálky, pocitů a ideálů. Primární skupiny jsou skupiny jednotlivců, kterým je člověk představován a je ovlivňován také jejich myšlenkami a přesvědčením. Jsou výsledkem důvěrného sdružení a vlivu společnosti.
V "sociální organizaci" se Cooley ptá, co tvoří společnost. Zaměřuje se na vztah mezi jednotlivcem a větší částí společnosti. Viděl společnost a jednotlivce jako jedno, protože nemohou existovat jeden bez druhého. Kdy společnost má silný dopad na individuální chování a naopak. Také dospěl k závěru, že čím více industrializovaná společnost je, tím více se stává individualistická. Cooley také považoval společnost za neustálý experiment při rozšiřování společenských zkušeností a při koordinaci rozmanitosti. Analyzoval fungování tak komplexních sociálních forem, jako jsou formální instituce a systémy sociální třídy a kontroly veřejného mínění. Rozdíly v třídách odrážejí různé příspěvky společnosti, stejně jako jevy rozšiřování a vykořisťování.

### Zrcadlové já
Jeho nejznámější a nejuznávanější teorií je „Zrcadlové já“, která byla prezentována v roce 1902. „Zrcadlové já" je sociologicky psychologický koncept, který popisuje vývoj sebe sama a identitu jednotlivce prostřednictvím jeho mezilidských interakcí ve společnosti. Inspiroval se filozofickou tezí Johna Deweya, podle které člověk a společnost tvoří neoddělitelnou jednotu. Člověk se na sebe snaží dívat očima druhých, díky čemuž si tvoří své mínění. Názory ostatních a především těch, kteří mu jsou nejblíže a setkává se s nimi nejbezprostředněji v prostředí primární skupin, jsou pro člověka nejdůležitější a na jejich základě si buduje vlastní identitu. Nejvýznamnější podíl mají tři typy primárních skupin – rodina, sousedé a vrstevnické skupiny. Existuje určitá souvislost mezi tím, jak vnímáme sami sebe a jak nás vidí ostatní. Díky tomu lidé rozvíjí představivost o tom, kdo jsou. Tato teorie se aplikuje po celý život, kontakt s novými lidmi podmiňuje pohled člověka na sebe samotného. Existují tři hlavní složky, které tvoří teorii „Zrcadlového já":
- Představivost našeho vzhledu vůči druhé osobě[8]
- Představivost jeho úsudku o tomto vzhledu [8]
- Schopnost cítit nějaký pocit hrdosti, štěstí, viny nebo studu.[10]

Sociální proces
Cooleyův Social process (1918) zdůraznil neracionální, předběžný charakter sociální organizace a význam sociální konkurence. Sociální proces byl práce založená na esejích, která vyjadřovala Cooleyho sociální teorie. Bylo to více filozofické než sociologické. Interpretoval moderní obtíže jako střet hodnot primárních skupin (láska, ambice, loajalita) a institucionálních hodnot (neosobní ideologie, jako je pokrok nebo protestantismus) (viz také Protestantská etika a Duch kapitalismu). Když se společnosti snaží vyrovnat s obtížemi, přizpůsobují se tyto dva druhy hodnot jedna druhé co nejlépe. Cooley také zmiňuje myšlenku hrdinů a uctívání hrdinů. Věřil, že hrdinové jsou pomocníkem nebo služebníkem internalizace sociálních norem, protože představují a slouží jako příklad k posílení sociálních hodnot. Sociální proces byl Cooleyho poslední hlavní prací, silně ovlivněnou darwinovskými principy přirozeného výběru a přizpůsobení kolektivní (sociální) existenci.

## Trilogie
Cooley si všiml, že sociální makrostruktury, stejně ta jako i struktury komunit a jednotlivců, se vyvíjejí na základě komunikativní interakce. Jeho základní „teze”, kterou konceptualizoval na konci 20. let a později dokončil ve své trilogii, je založena na tom, že družnost a individuální autonomie jsou dvě strany procesu interakce a komunikace. Tato trilogie je Cooleyho hlavní prací. V první části nazvané „Human Nature and the Social Order" se věnuje distribučnímu aspektu intersubjektivních vztahů ze sociálně-psychologického hlediska. Předmětem zkoumání je vývoj „Já". Ve druhé části s názvem „Social Organization" Cooley definuje sociologické(kolektivní) aspekty společenského jednání (primární skupina, veřejné mínění, demokracie, sociální třídy a instituce). V poslední části, kterou pojmenoval „Social Process" podrobně rozebírá pojmy jako inteligence, rekonstrukce, předvídání a kreativita.